# Bătălia de la Amstetten
Bătălia de la Amstetten a fost un conflict minor din timpul războiului celei de-a Treia Coaliții între Primul Imperiu Francez și alianța dintre Austria și Rusia. A avut loc pe 5 noiembrie 1805, atunci când austriecii care se retrăgeau de la Viena au întreprins o acțiune de ariergardă împotriva cavaleriei mareșalului Murat și a unei părți din corpul lui Jean Lannes. Trupele rusești erau conduse de Pyotr Bagration. Înainte de acțiunea principală, Murat a condus un atac nesăbuit împreună cu escorta sa de cavalerie de 2 escadroane împotriva a 3 regimente de cavalerie austriece. A fost copleșit și forțat să se retragă, însă austriecii urmăritori au fost opriți de șrapnelele artileriei ecvestre franceze. Murat a așteptat ca grosul coloanei sale să sosească împreună cu Lannes. Lui Lannes i s-a ordonat să avanseze înspre pozițiile lui Bagration și să pornească la atac. Jagerii ruși au fost forțați să se retragă iar un atac ulterior asupra orașului Amstetten a alungat încă un batalion. Numărul total al trupelor de partea aliaților era în jur de 6.700. Forțele austro-ruse au fost învinse cu pierderi grele. O mie de soldați austrieci au fost omorâți, răniți sau capturați. Trei sute de soldați ruși au fost omorâți sau răniți și puțin sub șapte sute au fost capturați. Aceasta era intenționată drept o acțiune de întârziere, reușind sub acest aspect, deoarece întreaga zi a fost petrecută pentru a-i izgoni pe aliați din pozițiile lor.